# 明治安田生命さいたま新都心ビル
明治安田生命さいたま新都心ビル（めいじやすだせいめいさいたましんとしんビル）は、埼玉県さいたま市中央区のさいたま新都心地区にある超高層ビル。愛称はランド・アクシス・タワー (LAND AXIS TOWER) 、略称はL.A.タワー。

## 概要
JRさいたま新都心駅西口の駅前にあり、1999年に着工、2002年に竣工した。完成当時の名称は明治生命さいたま新都心ビルで、2004年に明治生命と安田生命が合併したことによりビルの名称も変更された。愛称のランド・アクシス・タワーは大地の軸を意味し、略称のL.A.タワーは明治安田生命保険の主力商品「ライフアカウント LA」に掛けている。大阪市中央区伏見町に2001年に竣工した明治安田生命大阪御堂筋ビルも本ビルと同じくランド・アクシス・タワーの愛称を持つ。NTTドコモさいたまビルの鉄塔部を除くとさいたま新都心で最も高いビルであり、埼玉県内ではエルザタワー55に次ぎ2番目に高いビルとなっている。
1階部分には天井高さ16mの開放的なエントランスロビーを設け、大空間を実現するために巨大な門型構造「スーパーメガフレーム」を採用している。巨大な門型構造物の上に、30層の超高層ビルを乗せた特徴ある構造形式をもつ。1・2階は飲食店やコンビニエンスストア（セブン-イレブン）、3階以上はオフィスが入り、地域冷暖房や中水道、省エネ型空調システムを導入している。
所有者は、明治安田生命保険及びグローバル・ワン不動産投資法人。